# Аты-баты, шли солдаты...
Аты-баты, шли солдаты... е съветски игрален филм, последната режисьорска работа на Леонид Биков и последната му филмова роля.
7-мо място в боксофиса през 1977 г. – 35 800 000 зрители. В Полска народна република филмът е гледан от 378 000 зрители

## Сюжет
Малката гара Подбедня не се различава от много други гари в Съветския съюз. По време на Великата отечествена война тук се водят ожесточени битки. И сега тук идват роднини на тези, които са се доближили до победата, но не доживяват да я видят.
Във филма „Аты-баты, шли солдаты...“ две сюжетни линии се показват паралелно. Първата се развива през 1974 г., втората – през пролетта на 1944 г. До края на филма линиите се събират на бойното поле, което се провежда на 18 март 1944 г. и което е почетено от събралите се на 18 март 1974 г.

### Събития от 1974 г.
Константин Святкин празнува в кръга на колегите си получаването на званието подполковник. В същия ден той получава картичка с покана да дойде на гара Подбедня, където преди 30 години е починал баща му. Константин не помни баща си: когато е починал, той е бил само на една година. Скоро майка му също е починала и Константин е отгледан в сиропиталище.
Във влака Константин среща Анна Веленстович, дъщерята на младши лейтенант Игор Суслин, който е загинал в същата битка като бащата на Константин.
Анна носи фамилията на майка си. Майка ѝ и баща ѝ са прекарали само една нощ заедно в навечерието на последната битка за бащата на Анна, а майката на Суслин не иска да признае нито майка ѝ, нито самата Анна.
Анна обяснява, че тя е написала картичката. Заедно с местния председател на колхоза, на годишнината от битката, те са решили да съберат роднините на загиналите войници.
Свидетел на битката е местната жителка Валентина Ивановна. Тогава тя е била на 12 години. Именно пред къщата им спира през нощта взвода на младши лейтенант Суслин, чиито войници на следващия ден трябва да спрат немските танкове с цената на живота си.

### Събития от 1944 г.
Младши лейтенант Суслин, който е завършил десетгодишно училище и ускорени командни курсове, е назначен за командир на противотанков взвод. Преди да бъде изпратен на фронта, той е инструктиран да подготви ударен противотанков взвод.
Във взвода, освен млади и неопитни войници, има опитни фронтови войници. Един от тях е ефрейтор Святкин с прякор „Сватовник“. Святкин наскоро е унищожил три немски танка, бил е ранен и в болницата получава Ордена „Червена звезда“. След болницата Святкин е изпратен във взвода на Суслин.
Веселец, шегаджия и бивш обитател на сиропиталище, „Сватовник“ се подиграва на млад лейтенант, който никога не е виждал немски танк, а отначало Суслин дори моли командира на батальона да отстрани Святкин от взвода си като недисциплиниран боец.
Взводът на Суслин пристига в гара Подбедня, разположена в тила. Командирът на ротата нарежда на Суслин да премине към Илинка и да пренощува там, а на сутринта да се премести в Румянцево, да намери там старшината и да действа според заповедта.
Взводът трябва да спре за нощувка в Илинка и Святкин моли командира на взвода да му позволи да отпразнува рождения ден на сина си с другарите си (през 70-те години го виждаме – това е подполковник Константин), тъй като самият той няма рожден ден.
Другарят на Святкин Вано Кодеридзе кани на тържеството две момичета от съседния медицински батальон. В един от тях Суслин внезапно разпознава своята съученичка Кима Веленстович. Игор и Кима са били влюбени един в друг в училище, но не са си го признавали. Прекарват нощта заедно.
На сутринта Игор е извикан при тежко ранения полковник. Той информира Суслин, че немската моторизирана група е пробила обкръжението и се придвижва към Илинка, където има много ранени.
Суслин и неговият противотанков взвод трябва да спрат врага.

## Създатели
- Сценаристи: Борис Василиев и Кирил Рапопорт
- Режисьор: Леонид Биков
- Оператор: Владимир Войтенко
- Художник: Георгий Прокопец
- Композитор: Георгий Дмитриев
- Военен консултант: В. Г. Шашков (полковник, Герой на Съветския съюз)
- Пиротехник: Пьотр Приходко
- Монтаж: Александра Голдабенко
- Режисьор: Николай Злочевски

## Актьорски състав
1944
- Леонид Биков като ефрейтор Виктор Святкин, „Сватовник“
- Владимир Конкин – младши лейтенант Игор Суслин, „Суслик“
- Елена Шанина – Кима Веленстович
- Богдан Бенюк – редник Кринкин
- Иван Гаврилюк като сержант Иван Сайко, Балтика
- Отабек Ганиев като редник Хабарбеков, Хабанера
- Владимир Герасимов – младши сержант Владимир Мятников, философ
- Виктор Мирошниченко – Федор Иванович Гарбузенко, бригадир
- Сергей Иванов – редник Лавкин, „Калуга“ (озвучен от актьора Виталий Дорошенко)
- Борис Кудрявцев – общ
- Николай Сектименко – редник Глебов
- Вано Янтбелидзе като редник Вано Кодеридзе, „Рицарят без тигрова кожа“

1974
- Леонид Бакщаев – Константин, син на Святкин
- Евгения Уралова като Анна, дъщеря на Суслин и Кима
- Гия Авалишвили като Тенгиз Кодеридзе, син на Вано
- Николай Гринко – полковник, командир на Константин
- Михаил Езепов – Михаил, певец, син на Мятников
- Нина Кирякова като сестрата на Кринкин
- Маргарита Кошелева като Любаша, жената на Константин
- Пьотър Любешкин като Иля Иванович, тъстът на Константин
- Леонид Марченко – Леня, син на Лавкин
- Наталия Наум – Валентина Ивановна
- Вилорий Пашченко – Петрович, председател на колхоза
- Борис Химичев като Юрий Иванович, син на Сайко
- Юрий Шерстнев – племенник на Глебов
- Аида Юнусова като Юнес, дъщерята на Хабарбеков

### В епизоди
- Нина Антонова като Люси, барманка
- Иван Бондар – ранен
- Владимир Волков – капитан
- Валентина Гришокина – приятелката на Любаша
- Георгий Дворников – редник Гусев, „Пат без паташон“
- Галина Долгозвяга – приятелката на Любаша
- Николай Козленко – ранен полк
- Светлана Кондратова – приятелката на Кима
- Евгений Паперни – колега на Константин
- Виктор Маляревич – колега на Константин
- Дмитрий Миргородски – старши лейтенант, командир на рота
- Олга Петренко – приятелката на Любаша

## Прототипи
Битка, подобна на тази, описана във филма, се провежда край Харков през 1943 г. Противотанков взвод под командването на лейтенант Пьотр Широнин (като Суслик, току-що излезнал от пехотното училище) задържа вражеска бронирана група от 25 немски танка и 15 бронетранспортьора близо до село Тарановка. От сутринта на 2 март до обяд на 6 март взвода на „Широнинци“ устоява на всички вражески атаки, унищожавайки общо 10 танка, самоходно оръдие и бронетранспортьор, а с огън от картечници и картечни пистолети – над 100 вражески войници. По време на ожесточената битка по-голямата част от взвода загива. Най-яростна е битката на 5 март, в която падат убити деветнадесет „широнинци“, по-късно наречени „украински панфиловци“. Оцеляват само 6 души. Всички загинали са погребани на 8 март 1943 г. в общ гроб в Тарановка. На 18 март 1943 г. с Указ на Президиума на Върховния съвет на СССР 25 души от взвода на Широнин са удостоени със званието Герой на Съветския съюз.

## Награди
- 1977 г. – Държавна награда на Украинската ССР на името на Тарас Шевченко (за филмите „На бой отиват само старците“ и „Аты-баты, шли солдаты...“) на режисьора Леонид Биков
- 1977 – Голямата награда на Международния филмов фестивал в Бистрица (Чехословакия)